# Марков, Игнатий Артемьевич
Марков, Игнатий Артемьевич — мученик, расстрелян.

## Биография
Мученик Игнатий Марков родился в семье крестьянина Артемия Маркова 20 декабря 1876 года (1 января 1877 года), в Махринской волости Александровского уезда Владимирской губернии, на хуторе Марино (или Морино). 
Игнатий Артемьевич зарабатывал на жизнь сельским хозяйством, был женат, имел семерых детей. Будучи глубоко верующим человеком, посещал ближайший к хутору храм в селе Махры.
6 апреля 1931 года был арестован в Загорске (ныне — Сергиев Посад). На следствии сообщил, что был обложен тяжёлым налогом в размере 2 200 рублей, который не смог уплатить, вследствие неуплаты налога по суду подвергся конфискации имущества и был приговорён к году принудительных работ, а затем отправился в Троице‐Сергиеву Лавру на богомолье, поскольку был «сильно убит горем».
Заявил, что выступает «против вступления в колхоз лишь потому, что в колхозе нельзя молиться Богу». Приговорён к расстрелу 6 июня 1931 года Коллегией ОГПУ СССР по обвинению в антисоветской агитации и принадлежности к контрреволюционной церковной организации 
(статья 58–10, 58–11 УК РСФСР). Приговор приведён в исполнение 10 июня 1931 года. Погребение состоялось в общей могиле на Ваганьковском кладбище в Москве (точное место захоронения неизвестно).

## Канонизация
Канонизирован определением Священного Синода Русской православной церкви от 27 декабря 2005 года по представлению Московской епархии.

## Дни памяти
Собор новомучеников и исповедников Российских и 28 мая (10 июня) (день мученической кончины).